# A Date with the Everly Brothers
A Date with the Everly Brothers är ett album utgivet i januari 1961 av The Everly Brothers. Albumet var duons femte och det andra på skivbolaget Warner Brothers.
Albumet nådde Billboard-listans 9:e plats. På Englandslistan nådde albumet 3:e plats.

## Låtlista
Singelplacering i Billboard inom parentes. Placering i England=UK
1. Made to Love (Phil Everly)
2. That's Just Too Much (Don Everly/Phil Everly)
3. Stick with Me Baby (Mel Tillis) (#41)
4. Baby What You Want Me to Do (Jimmy Reed)
5. Sigh, Cry, Almost Die (Don Everly/Phil Everly)
6. Always It's You (Boudleaux Bryant/Felice Bryant) (#56)
7. Love Hurts (Boudleaux Bryant)
8. Lucille (Richard Penniman/Collins) (#21)
9. So How Come (No One Loves Me) (Boudleaux Bryant/Felice Bryant)
10. Donna, Donna (Boudleaux Bryant/Felice Bryant)
11. A Change of Heart (Boudleaux Bryant/Felice Bryant)
12. Cathy's Clown (Don Everly/Phil Everly) (#1, UK #1)

När skivbolaget Warner Brothers återutgav albumet 2001 parades A Date with the Everly Brothers ihop med albumet It's Everly Time på en CD. Dessutom fanns nedanstående sju bonusspår på skivan:
1. Ebony Eyes (John D. Loudermilk) (#8, UK #17)
2. Walk Right Back (Sonny Curtis) (#7, UK #1)
3. Temptation (singelversion) (Nacio Herb Brown/Arthur Freed) (UK #1)
4. The Silent Treatment (Hoffman/Manning)
5. Temptation (första inspelade versionen) (Nacio Herb Brown/Arthur Freed) (tidigare outgiven) (#27, UK #1)
6. Stick with Me Baby (första inspelade versionen) (Mel Tillis) (#41)
7. Why Not (John D. Loudermilk)